# Esenbeckia tucumana
Esenbeckia tucumana är en tvåvingeart som beskrevs av Juan Brèthes 1910. Esenbeckia tucumana ingår i släktet Esenbeckia och familjen bromsar. Inga underarter finns listade i Catalogue of Life.